# Concerto pour hautbois de Richard Strauss
Pour les articles homonymes, voir Concerto pour hautbois.
Le Concerto pour hautbois en ré majeur est une œuvre concertante de Richard Strauss composée en 1945 à Baden en Suisse.

## Présentation
Écrit à la demande du hautboïste américain John de Lancie, futur hautbois solo de l’Orchestre de Philadelphie, en garnison à l'époque à Garmish, le Concerto pour hautbois et petit orchestre de Richard Strauss est joué pour la première fois à Zurich le 26 février 1946 par Marcel Saillet (hautbois) et l’orchestre de la Tonhalle de Zurich sous la direction de Volkmar Andreae, dédicataires de la partition,.
Écrit dans un style néo-classique, ce concerto comporte trois mouvements qui s'enchaînent, :
1. Allegro moderato, de forme sonate[2] ;
2. Andante, de forme lied, au cantabile à l'esprit mozartien, qui amène une cadence du soliste[4] ;
3. Vivace, de forme rondo, avant une nouvelle et courte cadence, puis Allegro, à 
, au rythme de sicilienne[4].

La durée moyenne d'exécution de l'œuvre est de vingt-cinq minutes environ.

## Instrumentation
Le concerto est écrit pour hautbois solo et petit orchestre :
| Instrumentation du Concerto pour hautbois et petit orchestre         |
| Soliste                                                              |
| 1 hautbois                                                           |
| Bois                                                                 |
| 2 flûtes, 1 cor anglais, 2 clarinettes, 2 bassons                    |
| Cuivres                                                              |
| 2 cors                                                               |
| Cordes                                                               |
| premiers violons, seconds violons, altos, violoncelles, contrebasses |

## Enregistrements
(hautboïste, chef d'orchestre, orchestre, année d'enregistrement)
- Bjorne Carl Nielsen, Michael Schonwandt, Copenhagen Collegium Musicum, (?)
- Lothar Koch, Herbert von Karajan, Berliner Philharmoniker, (1974)
- Neil Black (en), Daniel Barenboim, English Chamber Orchestra, (1976)
- Heinz Holliger, Michael Gielen, Cincinnati Symphony Orchestra, (1983)
- John de Lancie (musicien), Max Wilcox, Philadelphia Chamber Society Orchestra, (1987)
- Lajos Lencsés, Sir Neville Marriner, Stuttgart Radio Symphony Orchestra, (1988)
- Alf Nilsson, Neeme Jarvi, Stockholm Sinfonietta, (1989)
- Hans-Jörg Schellenberger, James Levine, Berliner Philharmoniker, (1989)
- Gordon Hunt (en), Vladimir Ashkenazy, Berlin Radio Symphony Orchestra, (1999)
- Humbert Lucarelli, Donald Spieth, Lehigh Valley Chamber Orchestra, (1995)
- Alex Klein (en), Daniel Barenboim, Chicago Symphony Orchestra, (1998)
- Albrecht Mayer, Daniel Stabrawa, Capella Bydgostiensis, (?)
- Manfred Clement, Rudolf Kempe, Dresden Staatskapelle, (1975)
- Peter Cooper, Sir Neville Marriner, Academy of St. Martin in the Fields, (2001)
- Simon Fuchs, David Zinman, Zurich Tonhalle Orchestra, (2002)
- Douglas Boyd, Paavo Berglund, Chamber Orchestra of Europe, (2002)
- Jonathan Small, Gerard Schwarz, Royal Liverpool Philharmonic Orchestra, (2005)
- Thomas Indermühle (de), Claude Schnitzler, Brittany Symphony Orchestra (2007)
- François Leleux, Daniel Harding, Swedish Radio Symphony Orchestra (2010)
- Cristina Gómez Godoy, Daniel Barenboïm, West-Eastern Divan Orchestra (2022)
- Pierre Pierlot, Theodor Guschlbauer,  Bamberger Symphoniker (?)